# 陳俊毅
陳 俊毅（ちん しゅんき、チェン・ジュンイ、Chen Junyi、1981年8月20日 - ）は、中華人民共和国出身の元プロ野球選手（投手）。左投左打。

## 経歴
長身から繰り出される130キロ台の速球にスライダー、カーブ、フォークを低めに集める投球スタイル。
出所を見づらくした独特の投球モーションが特徴で、広東のエース格として活躍。アジアシリーズやドーハ・アジア大会など中国代表にも多く選出されている。

## 詳細情報

### タイトル
- 最優秀左投手 (2006年、2007年)

### 代表歴
- 2009 ワールド・ベースボール・クラシック中国代表